# ブルー・ムーン (ケンタッキー州)
ブルー・ムーン (Blue Moon) は、アメリカ合衆国ケンタッキー州フロイド郡に位置する非法人地域の集落。
1936年に、地元の学校教師であったアレックス・L・ミード (Alex L. Meade) が、郵便局を開設した。
ブルー・ムーンという名を選んだのは、ミードの娘のアリス (Alice) であったが、彼女はその前のクリスマスにプレゼントとして「Blue Moon」という香水をもらっていた。郵便局は、1957年に廃止された。